# Thanks a lot
『Thanks a lot』（サンクス・ア・ロット）は、浅香唯の2枚目のベスト・アルバム。1991年2月27日にマイカルハミングバードよりリリースされた。

## 解説
- 1987年発売の『Present』に続く4年ぶりのベスト・アルバム第2弾。全曲ボーカル新録、オケはリミックスで収録された。
- シングル「C-Girl」から「Self Control」までと、全オリジナル・アルバムの中から、本人が選曲した。
- 前作『Present』以降のシングルでは「Believe Again」と「NEVERLAND 〜YAWARA!メインテーマ〜」が外されている。
- オリジナル・アルバムからは、「GOAL」と「7 day's Girl」が選曲されている。
- 全曲ハスキーヴォイスでのウィスパー唱法で歌われている。
- このアルバムを引っさげて、コンサート・ツアー『SPRING CONCERT '91 MY FAVORITE TREASURES』（1991年3月17日 - 7月5日、全国4ヶ所）を開催し、セットリストには本作収録曲よりシングル・メドレーが織り込まれた。

## 収録曲
1. C-Girl
  - 作詞: 森雪之丞、作曲: NOBODY、編曲: 井上鑑
2. DREAM POWER
  - 作詞: 森浩美、作曲: 吉実明宏、編曲: 中村哲
3. Chance!
  - 作詞: 麻生圭子、作曲: 織田哲郎、編曲: 井上鑑
4. Melody
  - 作詞: 森雪之丞、作曲: 木根尚登、編曲: 萩田光雄
5. Self Control
  - 作詞: 浅香唯、作曲: 鎌田ジョージ、編曲: 井上鑑
6. GOAL
  - 作詞: 岩里祐穂、作曲: 井上ヨシマサ、編曲: 若草恵
7. ボーイフレンドをつくろう
  - 作詞: 麻生圭子、作曲: 羽田一郎、編曲: 井上鑑
8. TRUE LOVE
  - 作詞: 吉元由美、作曲: 井上ヨシマサ、編曲: 井上鑑
9. 7 day's Girl
  - 作詞: 麻生圭子、作曲: 織田哲郎、編曲: 井上鑑
  - CDブックレットでは「7days Girl」と表記が変更されている
10. 恋のロックンロール・サーカス
  - 作詞: 売野雅勇、作曲: NOBODY、編曲: 井上鑑
11. セシル
  - 作詞: 麻生圭子、作曲: NOBODY、編曲: 戸塚修

## 関連作品
- 浅香唯 30周年記念コンプリートBOX